# Vácduka, Pesta
Vácduka  este un sat în districtul Vác, județul Pesta, Ungaria, având o populație de 1.316 locuitori (2011). 

## Demografie
Componența etnică a satului Vácduka
     Maghiari (94,67%)
     Germani (1,73%)
     Romi (1,58%)
     Români (1,13%)
     Necunoscut (0,9%)
     Alții (0,9%)
Componența confesională a satului Vácduka
     Romano-catolici (46,43%)
     Fără religie (17,4%)
     Reformați (8,51%)
     Luterani (1,52%)
     Atei (1,29%)
     Necunoscută (24,47%)
     Greco-catolici (0,38%)
     Alte religii (6,16%)
Conform recensământului din 2011, satul Vácduka avea 1.316 locuitori. Din punct de vedere etnic, majoritatea locuitorilor (94,67%) erau maghiari, existând și minorități de germani (1,73%), romi (1,58%) și români (1,13%). Apartenența etnică nu este cunoscută în cazul a 0,9% din locuitori. Nu există o religie majoritară, locuitorii fiind romano-catolici (46,43%), persoane fără religie (17,4%), reformați (8,51%), luterani (1,52%) și atei (1,29%). Pentru 24,47% din locuitori nu este cunoscută apartenența confesională.